# Célestin Delmer
Célestin Henri Delmer (Villejuif, 15 febbraio 1907 – Saint-Maur-des-Fossés, 2 marzo 1996) è stato un calciatore francese.

## Carriera
In carriera, Delmer giocò per l'Amiens, l'Excelsior Roubaix e il Red Star.
Con la Nazionale francese, Delmer disputò due Campionati mondiali: 1930 e 1934.

## Palmarès

### Club
- Coppa di Francia: 1

Excelsior Roubaix: 1933